# 热释气分析仪

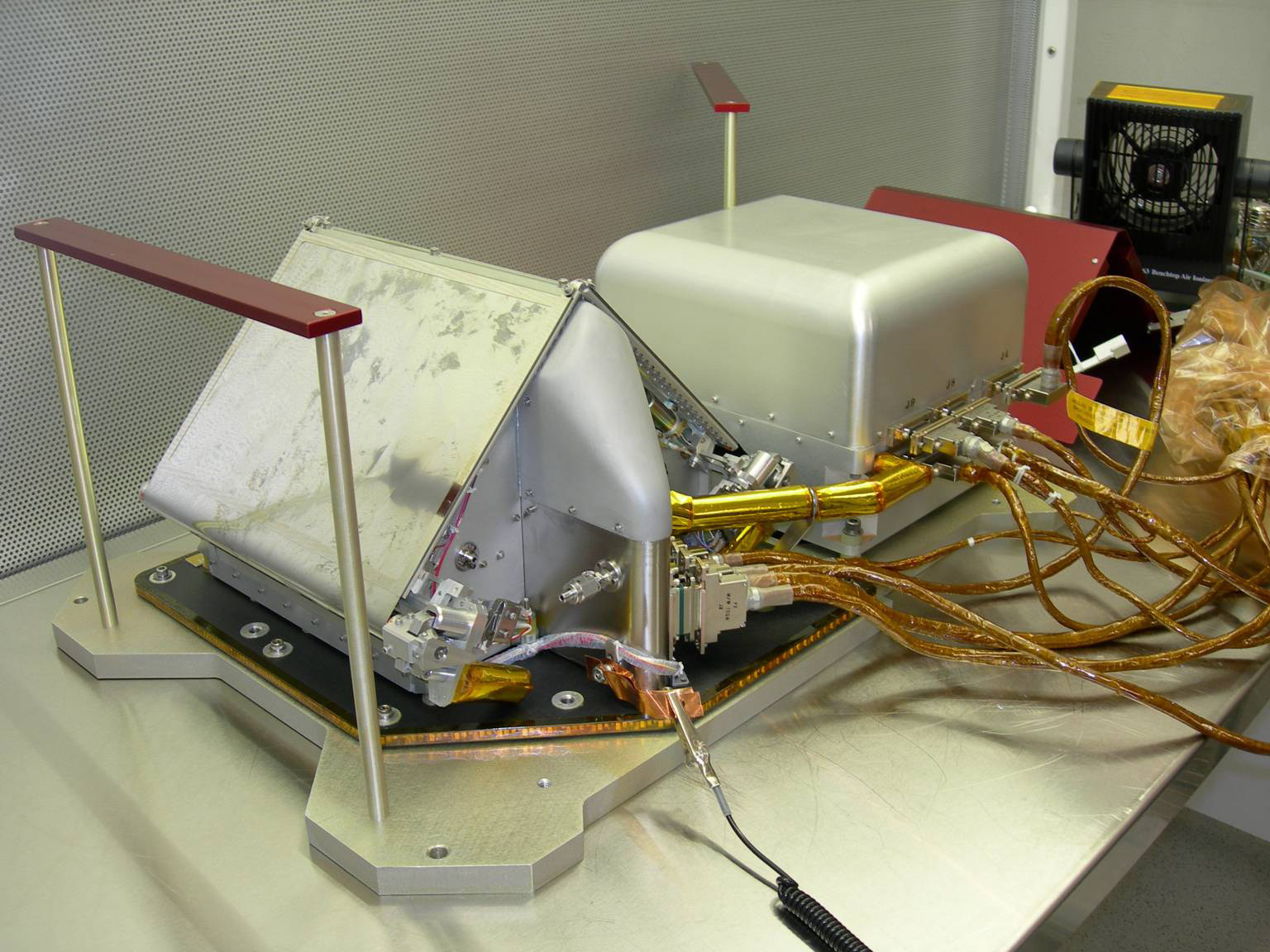
热释气分析仪

热释气分析仪（Thermal and Evolved Gas Analyzer）英文缩写“TEGA”是凤凰号火星探测器上的一台科学仪器。凤凰号探测器是美国宇航局一架于2008年登陆火星并成功运行的火星着陆器。热释气分析仪的设计基于从失败的火星极地着陆器中获得的经验。机械臂从火星表面采集的土壤样本被输送至热释气分析仪，样本在热释气分析仪内烘箱中被加热至约1000摄氏度，使挥发性化合物以气体形式释放，然后由质谱仪进行分析。质谱仪经过调整，可专门测量氧、碳、氮和较重气体的同位素比率，检测灵敏度可达亿分之一。凤凰号探测器热释气分析仪有8台烤箱，足以容纳8份样品。
主要组件：
- 差示扫描量热仪
- 质谱仪

土壤样本由一条带铲子的机械臂送入到热释气分析仪中。

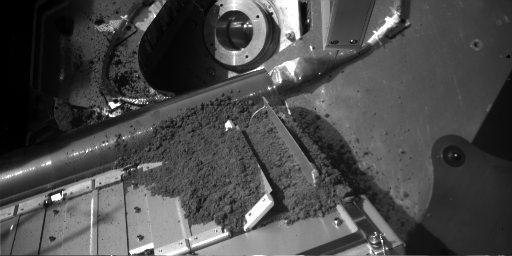
火星土壤被送入至热释气分析仪

## 另请查看
- 化学与矿物分析仪
- 火星样本分析设备
- 尤里仪
- 海盗号着陆器生物实验 (海盗号)
- 火星探索计划